# Panicum machrisiana
Panicum machrisiana är en gräsart som beskrevs av Jason Richard Swallen. Panicum machrisiana ingår i släktet vipphirser, och familjen gräs. Inga underarter finns listade i Catalogue of Life.